# Ursula Meissner

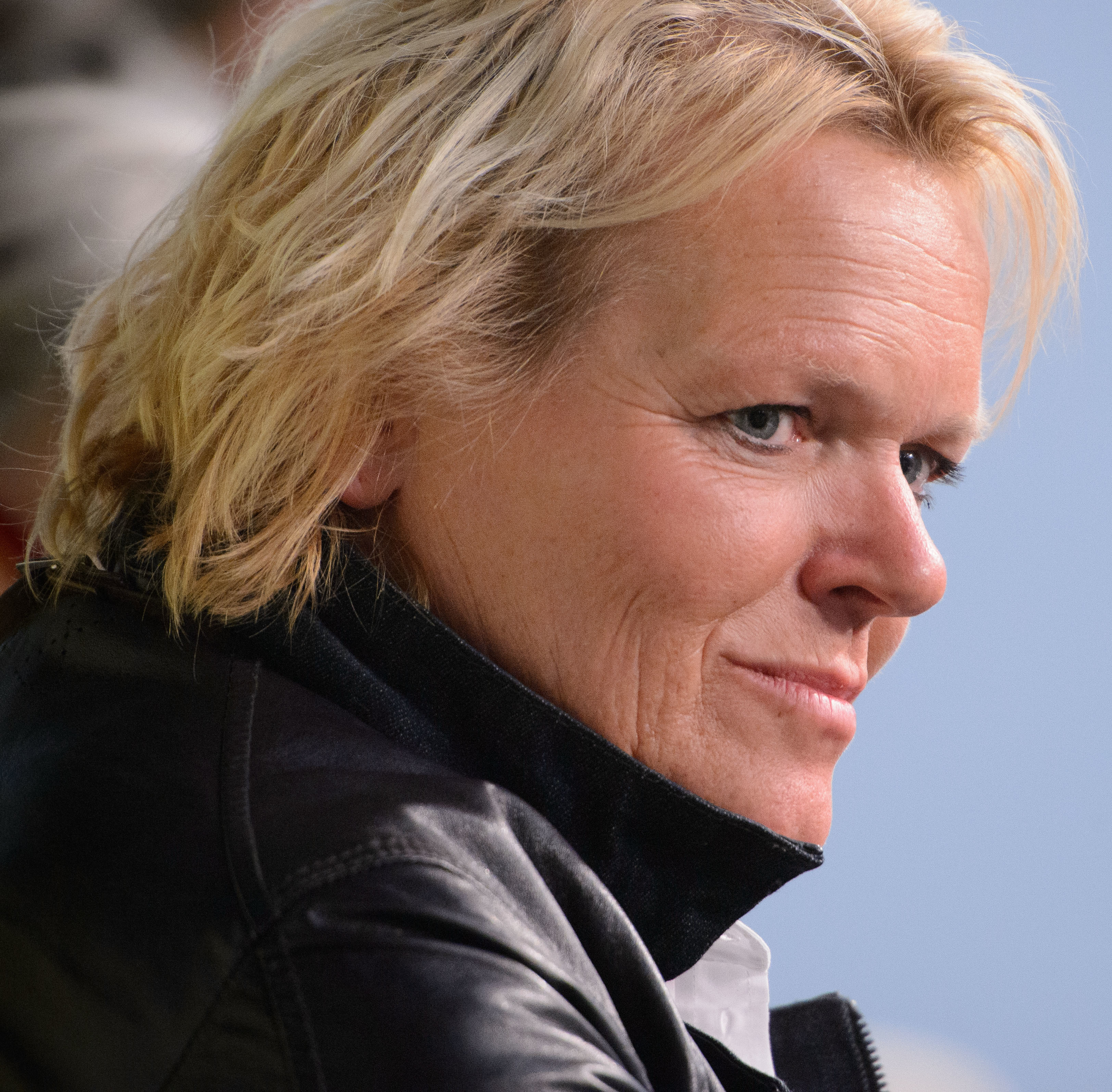
Ursula Meissner, 2013

Ursula Meissner (* 14. November 1962 in Mainz) ist eine deutsche Fotojournalistin und Kriegsfotografin.

## Leben
Ursula Meissner arbeitete von 1982 bis 1989 als Produktionsassistentin beim ZDF, seit 1984 im ZDF-Studio Südostasien in Singapur. Von 1989 bis 1992 absolvierte sie eine Ausbildung zur Fotojournalistin. Ihre erste eigene Fotoreportage veröffentlichte sie über die Belagerung von Sarajewo im August 1992. Seither berichtet sie als freie Fotojournalistin über Kriegs- und Krisengebiete in aller Welt, darunter Bosnien, Kosovo, Ruanda, Sierra Leone, Mexiko, Westbank (Palästinakrieg), Angola, Mosambik, Nigeria, Somalia und Irak. Ihre Fotografien wurden in zahlreichen Büchern und Zeitschriften veröffentlicht. Ein besonderer Schwerpunkt ihrer Arbeit liegt auf Afghanistan, das sie bislang 25 mal bereist hat.
Auf der Photokina 2012 präsentierte sie einen Ausschnitt ihrer umfangreichen fotografischen Arbeiten.
Meissner war bis zu seinem Tod im April 2022 verheiratet mit Heinz Metlitzky, einem früheren Auslandskorrespondenten des ZDF.
Seit April 2012 ist Ursula Meissner Dozentin für Fotojournalismus an der Universität Trier.

## Werke
- mit Friedhelm Brebeck: Help my: Bilder vom belagerten Leben. Sarajevo 1992–1996. Reichold, Hannover 1996, ISBN 3-930459-17-5.
- mit Heinz Metlitzky: Mit Kamera und kugelsicherer Weste. Der ungewöhnliche Alltag einer Kriegsfotografin. Eichborn, Frankfurt am Main 2001, ISBN 3-8218-1674-0.
- mit Heinz Metlitzky: Todestanz: Sex und Aids in Afrika. Eichborn, Frankfurt am Main 2003, ISBN 3-8218-3973-2.
- Todestanz: Sex und Aids in Afrika. Eine Foto-Ausstellung von Ursula Meissner in Kooperation mit World Vision Deutschland e.V., Friedrichsdorf 2004.
- Ursula Meissner: Afghanistan: Rosen, Mohn, 30 Jahre Krieg. Bucher, München 2008, ISBN 978-3-7658-1650-5.
  - Ursula Meissner: Afghanistan: Hope and Beauty in a War-torn Land. Bucher, München 2008, ISBN 978-3-7658-1688-8 (englisch).

## Fernsehauftritt
- Markus Lanz. Folge 983. ZDF, 6. April 2017